# Ewart Reder
Ewart Reder (* 1957 in Berlin) ist ein deutscher Schriftsteller und Literat.

## Leben
Ewart Reder, geboren 1957 und aufgewachsen bis 1977 in Berlin (West), lebt nach mehrjährigen Aufenthalten in Göttingen, München, Aschaffenburg und Offenbach in Maintal bei Frankfurt.
Seit 1998 gibt es literarische Veröffentlichungen von ihm in Tageszeitungen (Frankfurter Rundschau, Frankfurter Allgemeine Zeitung u. a.), Zeitschriften (ndl, Lichtungen, Ossietzky, erostepost, Der Literaturbote, Der Literat, Freiberger Lesehefte, Holunderground, decision, Kult, Gegenwind u. a.) sowie Anthologien, im Rundfunk (hr, rbb, Radio Mephisto 97.6), am Literaturtelefon und im Internet. 
1999 begannen Bücher von ihm zu erscheinen.
Ewart Reder ist freier Mitarbeiter bei der Zeitschrift POETIN, Leipzig, bei neues deutschland, Berlin, Der Literat, Berlin (letzte 10 Jahrgänge bis 2008), und beim Kritischen Lexikon der Gegenwartsliteratur (Hrsg.: Heinz Ludwig Arnold) sowie Mitbegründer (zusammen mit Joachim Durrang) und Redakteur der Literatursendung WortWellen, Radio X, (Frankfurt am Main). Seit 1999 gehört er dem Verband deutscher Schriftsteller an.

## Werke
- Messungen. Gedichte, Schweinfurt 1999
- Buch auf! Ein Porträt des Schriftstellers Ewart Reder, Fernsehfilm von Bernhard Bauser, Offenbach 2000
- Kleiderfarben. Gedichte, Frankfurt am Main 2002
- Seelenverwandte auf sanften Pfoten. Katzen in der Literatur (Hrsg.), Frankfurt am Main 2004
- Ein und Aus. Erzählungen, Frankfurt am Main 2005
- Verfasste Landschaft. Gedichte, Frankfurt am Main 2009
- Aufstand. 3 christliche Nachgeschichten, Frankfurt am Main 2011
- Die Liebeslektion. Roman, Leipzig und Berlin 2012
- Reise zum Anfang der Erde. Die Geschichte der Zusammen=Arbeit. Roman, Frankfurt am Main 2016
- Die hinteren Kapitel der Berührung. Gedichte, Ludwigsburg 2021
- komisch, dass wir nicht merken, dass wir komisch sind. Possen und Glossen, humoristische Kurzprosa, Ludwigsburg 2025